# Zographus scabricollis
Zographus scabricollis är en skalbaggsart som först beskrevs av Max Quedenfeldt 1882.  Zographus scabricollis ingår i släktet Zographus och familjen långhorningar.
Artens utbredningsområde är:
- Angola.
- Malawi.
- Zimbabwe.

Inga underarter finns listade i Catalogue of Life.